# Li Yi
Li Yi (chinesisch 李艺; * 26. November 2005) ist eine chinesische Leichtathletin, die sich auf den Dreisprung spezialisiert hat. 2025 wurde sie in dieser Disziplin in Gumi Asienmeisterin.

## Sportliche Laufbahn
Erste internationale Erfahrungen sammelte Li Yi im Jahr 2024, als sie bei den U20-Weltmeisterschaften in Lima mit einer Weite von 13,55 m die Silbermedaille gewann. Im Jahr darauf belegte sie bei den Hallenweltmeisterschaften in Nanjing mit 13,84 m den siebten Platz und Ende Mai siegte sie mit 13,80 m bei den Asienmeisterschaften in Gumi.